# استینا بلکستنیوس
استینا بلکستنیوس (سوئدی: Stina Blackstenius؛ زادهٔ ۵ فوریهٔ ۱۹۹۶) یک بازیکن فوتبال اهل سوئد است.

## باشگاهی
از باشگاه‌هایی که در آن بازی کرده‌است می‌توان به باشگاه فوتبال لینشوپینگ اشاره کرد.

## افتخارات
وی همچنین در تیم ملی فوتبال زنان سوئد بازی کرده و در مسابقات بین‌المللی در مجموع برندهٔ ۱ مدال نقره شده‌است.